# DOCUMENTARY of AKB48 Show must go on 少女たちは傷つきながら、夢を見る
『DOCUMENTARY of AKB48 Show must go on 少女たちは傷つきながら、夢を見る』（ドキュメンタリー オブ エーケービーフォーティエイト ショウ マスト ゴー オン しょうじょたちはきずつきながら、ゆめをみる）は、2012年の日本のドキュメンタリー映画。AKB48のドキュメンタリー映画第2作。2011年の1年間を扱っている。

## 解説
監督は、AKB48のメジャーデビュー間もない頃の「軽蔑していた愛情」から本作公開時点での最新作「上からマリコ」にいたるまでミュージック・ビデオを多く手がけてきた高橋栄樹。ナレーションは声優の能登麻美子が担当。主題歌「ファースト・ラビット」が映画用に書き下ろされた。
2011年3月11日に発生した東北地方太平洋沖地震（東日本大震災）復興支援のため、AKB48と姉妹グループが同年5月から開始した「誰かのために」プロジェクト被災地訪問ライブ活動の様子と、宮城県仙台市出身で当時のメンバー唯一の被災者だった12期研究生（当時）岩田華怜へのインタビューを軸に、前田敦子が大島優子から1位の座を奪回した『AKB48 22ndシングル 選抜総選挙』や、過呼吸と脱水症状で倒れるメンバーが続出した西武ドームコンサートの凄絶な舞台裏、そして新たに研究生から昇格したメンバーだけで結成されたチーム4の紆余曲折などが描かれた。高橋監督には、AKB48総合プロデューサーの秋元康から「被災地支援活動に対する彼女たちの思いや西武ドーム公演を柱として、AKBの持っている"光と影"の部分を捉えてほしい」という指示があったという。
映画観客動員ランキング（興行通信社調べ）では初登場第7位を記録している。それまでAKB48に関心のなかったような人が高く評価したり、中には「これは一種の戦争映画」などと形容するツイートも見られた。ラッパーで映画評論家の宇多丸は「日本アイドル史上に残る日本型アイドルの進化史の一つの到達点。臨界点といっていい」と絶賛した。しかし監督の高橋自身は自ら作った作品であるにもかかわらず、震災から13年が経過した2024年3月11日の時点でも、公開以来いまだに見ることができないと明かしている。

## スタッフ
- 監督：高橋栄樹
- 企画：秋元康
- 製作：窪田康志（AKS）、新坂純一（東宝）、秋元伸介（秋元康事務所）、北川謙二（north river）、吉田立（NHKエンタープライズ）
- プロデューサー：古澤佳寛、磯野久美子（秋元康事務所）、松村匠（AKS）、牧野彰宏（AKS）、岸辺香里
- スーパーバイジングプロデューサー：石原真（NHK）
- ラインプロデューサー：篠田学（秋元康事務所）、古澤佳寛、大日方教史
- 音楽：大坪弘人
- 主題歌：AKB48「ファースト・ラビット」 （You, Be Cool! / KING RECORDS）
- 撮影：村上拓
- 録音：久連石由文
- 編集：伊藤潤一
- ナレーション：能登麻美子
- 制作：north river
- 制作協力：KRK PRODUCE、パイプライン
- 製作：AKS、東宝、秋元康事務所、north river、NHKエンタープライズ
- 配給：東宝映像事業部